# Аддлес, Ренан
Ренан Аддлес (исп. Renán Addles; 11 июля 1989 года, Колон) — панамский футболист, играющий на позиции нападающего. Ныне выступает за перуанский клуб «Хуан Аурич».

## Клубная карьера
Ренан Аддлес — воспитанник панамского клуба «Чоррильо», к которому он присоединился в возрасте 14 лет. Многократно переходя в другие панамские и южноамериканские команды Аддлес 3 раза возвращался в «Чоррильо». Помимо «Чоррильо» за свою профессиональную карьеру он выступал за панамские команды «Арабе Унидо», «Рио-Абахо», «Пласа Амадор», колумбийский «Атлетико Уила», боливийские клубы «Стронгест», «Аурора», чилийский «Унион Ла-Калера» и перуанский «Хуан Аурич».

## Карьера в сборной
8 февраля 2011 года Ренан Аддлес дебютировал за сборную Панамы в товарищеском матче против сборной Перу, заменив на 64-й минуте полузащитника Алехандро Велеса.

## Статистика выступлений

### В сборной
| Матчи и голы Ренана Аддлеса за сборную Панамы | Матчи и голы Ренана Аддлеса за сборную Панамы | Матчи и голы Ренана Аддлеса за сборную Панамы | Матчи и голы Ренана Аддлеса за сборную Панамы | Матчи и голы Ренана Аддлеса за сборную Панамы | Матчи и голы Ренана Аддлеса за сборную Панамы | Матчи и голы Ренана Аддлеса за сборную Панамы |
| №                                             | Дата                                          | Место проведения                              | Соперник                                      | Счёт                                          | Голы                                          | Соревнование                                  |
| --------------------------------------------- | --------------------------------------------- | --------------------------------------------- | --------------------------------------------- | --------------------------------------------- | --------------------------------------------- | --------------------------------------------- |
| 1                                             | 8 февраля 2011                                | 25 ноября, Мокегуа                            | Перу                                          | 0:1                                           | —                                             | Товарищеский матч                             |
| 2                                             | 25 марта 2011                                 | Роммель Фернандес, Панама                     | Боливия                                       | 2:0                                           | —                                             | Товарищеский матч                             |
| 3                                             | 29 марта 2011                                 | Педро Марреро, Гавана                         | Куба                                          | 2:0                                           | —                                             | Товарищеский матч                             |
| 4                                             | 29 мая 2011                                   | Роммель Фернандес, Панама                     | Гренада                                       | 2:0                                           | —                                             | Товарищеский матч                             |
| 5                                             | 29 мая 2011                                   | Роммель Фернандес, Панама                     | Парагвай                                      | 0:2                                           | —                                             | Товарищеский матч                             |
| 6                                             | 4 сентября 2015                               | Роммель Фернандес, Панама                     | Уругвай                                       | 0:1                                           | —                                             | Товарищеский матч                             |
| 7                                             | 8 сентября 2015                               | Полидепортиво Качамай, Сьюдад-Гуаяна          | Венесуэла                                     | 1:1                                           | —                                             | Товарищеский матч                             |
| 8                                             | 8 октября 2015                                | Роммель Фернандес, Панама                     | Тринидад и Тобаго                             | 1:2                                           | —                                             | Товарищеский матч                             |
| 9                                             | 13 октября 2015                               | Немесио Диэс, Толука-де-Лердо                 | Мексика                                       | 0:1                                           | —                                             | Товарищеский матч                             |